# Electric Reliability Council of Texas
El Electric Reliability Council of Texas (ERCOT) gestiona el flux d'energia elèctrica a 24 milions de clients de Texas, EUA – representant el 85 per cent de la càrrega elèctrica de l'estat. ERCOT és el principal independent system operator (ISO) en els Estats Units i un dels nou ISOs a l'Amèrica del Nord. ERCOT treballa amb Texas Reliability Entity (TRE), una de les vuit entitats regionals dins de la North American Electric Reliability Corporation (NERC) que coordinen la millora la fiabilitat del transport de la xarxa elèctrica.
Com a ISO per a la regió, ERCOT distribueix l'energia en una xarxa elèctrica que connecta a 40.500 milles de línies de transmissió i més de 550 unitats de generació. ERCOT també porta a terme acords financers per al mercat de volum d'energia majorista competitiu i administra la commutació al detall de 6.700.000 de locals a les zones d'elecció competitives.
ERCOT és una corporació sense ànim de lucre adscrita al 501(c)(4), governada per un consell d'administració i subjecte a la supervisió del Public Utility Commission of Texas (PUC) i el Texas Legislature.
Els membres d'ERCOT inclouen els consumidors, cooperatives elèctriques, generadors, comercialitzadors, proveïdors d'electricitat, empreses elèctriques privades (proveïdors de transmissió i distribució), i les centrals elèctriques de propietat municipal.
La demanda d'energia a la regió ERCOT és més alta a l'estiu, a causa principalment de l'ús d'aire condicionat a les llars i les empreses. El rècord de la regió ERCOT es va produir el 6 d'agost de 2015, entre les 4 i 5 de la tarda, quan la demanda dels consumidors va arribar a 68.912 MW. Un megawatt d'electricitat pot accionar prop de 200 habitatges de Texas durant els períodes de màxima demanda.